# Bucher Hydraulics
Bucher Hydraulics ist die in Grießen in der Gemeinde Klettgau im Landkreis Waldshut in Baden-Württemberg ansässige Hydraulik-Sparte des börsennotierten Schweizer Mischkonzerns Bucher Industries. Der Konzern umfasst vier spezialisierte Divisionen in industriell verwandten Gebieten des Maschinen- und Fahrzeugbaus (Kuhn, Municipal, Hydraulics, Emhart Glass) sowie einen Bereich mit unabhängigen Einzelgeschäften, Bucher Specials.

## Bucher Hydraulics
Bucher Hydraulics entwickelt und produziert Antriebs- und Steuerungstechnik auf dem Gebiet der Mobil- und Industriehydraulik. Das Sortiment umfasst Produkte der Mobil- und Industriehydraulik, der Aufzugshydraulik, hydraulische Antriebe für Hochspannungsschalter sowie höhenverstellbare Werkbänke. Komponenten sind unter anderem Hydraulikpumpen, Hydraulikmotoren, Ventile, Zylinder, Hydroaggregate, Elektronik sowie entsprechende Systemlösungen.

### Geschichte
Die Maschinenfabrik Johann Bucher Guyer Griessen wurde 1923 in Grießen, heute ein Ortsteil von Klettgau, Landkreis Waldshut, gegründet. In der Schweiz bestand das Unternehmen bereits seit 1807. Im Jahr 1952 wurde das deutsche Unternehmen in eine Kommanditgesellschaft umgewandelt, später in eine GmbH.
Ab Mitte der 1970er Jahre und insbesondere ab Mitte der 1990er Jahre expandierte das Unternehmen auf Auslandsmärkten durch die Gründung von Produktions- und Vertriebsniederlassungen sowie Unternehmensübernahmen. Inzwischen ist es mit eigenen Töchtern in Frankreich, Österreich, Großbritannien, den Niederlanden, Italien, der Schweiz, Taiwan, den USA, der Türkei, China und Indien präsent.
Übernommen wurden unter anderem das italienische Unternehmen Hidroirma (1994), Beringer Hydraulik in Neuheim, Schweiz (1996), Hydrotechnik in Frutigen, Schweiz (1997), Dingkind in Taiwan (1997), Truninger AG in Solothurn, Schweiz (2000), Monarch Hydraulics in den USA (2007) sowie Command Controls (2008), ebenfalls in den USA. 2021 wurde das Geschäft für mobile Antriebstechnik von Lenze Schmidhauser in Romanshorn, Schweiz, übernommen.
1996 erfolgte die Bildung des Konzernbereichs Bucher Hydraulik mit Unternehmensführung in Klettgau-Grießen. 2001 wurde Bucher Hydraulics zur Dachmarke.